# انچیلادا
اِنچیلادا (انگلیسی: Enchilada) یک نوع غذای مکزیکی است. این غذا از گوشت، لوبیا، فلفل تند، پنیر، سیب زمینی و سبزیجات تشکیل شده‌است. معمولاً سس موله هم به این غذا افزوده می‌شود.